# لويس كوستا خوان
لويس كوستا خوان (بالإسبانية: Luis Costa) (19 فبراير 1943 بأليكانتي في إسبانيا - ) هو مدرب كرة قدم ولاعب كرة قدم إسباني في مركز الهجوم. شارك مع منتخب إسبانيا تحت 18 سنة لكرة القدم. أما مع النوادي، فقد لعب مع ريال سرقسطة وريال مايوركا وريال مدريد ونادي إلتشي ونادي إيركوليس ونادي جيرونا ونادي قرطبة.

## وصلات خارجية
- لويس كوستا خوان على موقع قاعدة بيانات كرة القدم.إي يو (الإنجليزية)

Error: Invalid line "[[جيسوس Aranguren|Aranguren]][[:en:Jesús Aranguren|<sup class="reference noprint" title="Jesús Aranguren" style="margin-right:3px;">[الإنجليزية]</sup>]][[تصنيف:صفحات بها وصلات إنترويكي]][[تصنيف:صفحات بها وصلات مقالات للترجمة من الإنجليزية]] 1998" at قالب:مدربو نادي ليفانتي